# Rafko Vodeb
Rafael »Rafko« Mihael Vodeb, slovenski rimskokatoliški duhovnik, teolog, filozof, umetnostni zgodovinar, pesnik, prevajalec, publicist, * 26. julij 1922, Dolenja vas pri Artičah, † 5. julij 2002, Maribor.

## Življenje in delo
Rodil se je v družini kmečkih staršev Mihaela in Ane, roj. Ogorevc. Po osnovni šoli v Artičah se je šolal v Mariboru na klasični gimnaziji, maturiral pa je leta 1941 v Ljubljani, kamor se je zatekel pred Nemci. Ko je papež Pij XII. odobril prošnjo generalnega vikarja Nadraha, da lahko ves prvi letnik študentov Teološke fakultete v Ljubljani pride na študij v zavod Propaganda Fide v Rim, se je tja preselil skupaj s še sedmimi bogoslovci. Med vojno je študiral na papeški univerzi Urbaniana. Julija 1944 je magistriral iz filozofije, marca 1948 pa še iz teologije in bil 28. marca tega leta posvečen v duhovnika. Od 1949 do 1958 je bil asistent, pozneje predavatelj ter podravnatelj zavoda Propaganda Fide. Na univerzi v Louvainu v Belgiji je nadaljeval študij arheologije in umetnostne zgodovine. Po diplomi je od leta 1962 predaval na Urbaniani o krščanski arheologiji, cerkveni umetnosti in umetnosti v misijonih. Od leta 1965 je bil sourednik revije Meddobje iz Buenos Airesa. Od leta 1965 do 1971 je vodil slovenske oddaje na radiu Vatikan. Leta 1971 se je vrnil v domovino. Med letoma 1971 in 1991 je na Teološki fakulteti v Mariboru predaval cerkveno umetnost. Od leta 1976 do 1982 je bil urednik in tajnik pri Mohorjevi družbi v Celju. Od leta 1973 je bil urednik celjske Nove Mladike, ki je izhajala od leta 1970 do 1980; od leta 1975 do 1986 pa revije Znamenje. V začetku 80. let se je po krajšem bivanju v Mariboru, Hočah pri Mariboru in Celju ustalil v Turnem 13, v starem mlinu v ozki soteski, ki je sedaj poznan kot "Rafkov mlin". Tjer se je ukvarjal z duhovnim svetovalnim delom in bil eksorcist Mariborske škofije. Od leta 1986 do 1998 je bil urednik Prenove. Ko je hudo zbolel, se je preselil v mariborski Dom duhovnikov. 
Umrl je 5. julija 2002. Pokopan je na Slivnici pri Celju.

## Literarno, prevajalsko in publicistično delo
Pred drugo vojno je pesmi objavljal v Mentorju, Kresu, Mladiki, po vojni pa v emigrantskem tisku, med drugim v tržaški Mladiki in argentinskem Meddobju. V rimskem obdobju je v sodelovanju s Tinetom Debeljakom izdal prvo antologijo begunskega pesništva Naša pesem (Madrid 1947 in 1950) in v njej objavil tudi svoje pesmi. Leta 1953 je izdal pesniško zbirko Kam potujejo oblaki ter sam poskrbel še za italijanski prevod Dove le nubi fuggono. Zbirka Človek sem je izšla leta 1958 v Buenos Airesu v založbi Meddobja, In vse bo luč pa leta 1994 pa pri založbi Družina. V njej je predstavljen njegov pesniški razvoj in duhovni svet njegove lirične izpovedi. Tri njegove pesmi so na zgoščenki Slovenija! s samospevi slovenskih skladateljev v izvedbi Bernarde Fink in Marka Finka, ki je leta 2011 izšla pri francoski založbi Harmonia mundi.  
Prevajal je pretežno poezijo in bogoslovne spise. Veliko je prevajal predvsem v rimskem obdobju, in sicer iz italijanščine v slovenščino in obratno. Izmed slovenskih avtorjev je med drugim prevedel delo Antona Trstenjaka Med ljudmi: Pet poglavij iz psihologije medčloveških odnosov. Slovenskemu prostoru je približal številna svetovna literarna, filozofska in duhovna dela. Njegovo zadnje veliko delo je prevod monografije Marka Rupnika Kapela Odrešenikove matere (papeška kapela v Vatikanu), ki je izšla pri založbi Družina leta 2000. Sodeloval je pri nastajanju slovenskega standardnega prevoda Svetega pisma. 
V tuje in domače revije in časopise (Cerkev v sedanjem svetu, Družina, Nova Mladika, Znamenje) je po vrnitvi v domovino pisal eseje, kritike in druge članke o literarnih, umetnostnih in teoloških vprašanjih. Do prvih publicističnih objav pa je prišlo, ko je navezal stike z uredništvom revije Meddobje in je poleg pesmi uredniku Zorku Simčiču začel pošiljati različne prispevke iz evropskega kulturnega prostora. Med drugim je leta 1954 poročal o slikarski razstavi Zorana Mušiča v Rimu, istega leta pa je predstavil tudi slovenske umetnike – Lojzeta Špacapana, Lojzeta Spacala, Božidarja Jakca, Franceta in Toneta Kralja, Rika Debenjaka, Miho Maleša, Franceta Miheliča, Marija Preglja, Maksima Sedeja in Marjana Pogačnika – na Beneškem bienalu. 
Med daljša besedila lahko štejemo Pripis k zapiskom neznanega pisatelja. Leta 1974 je objavil avtobiografski zapis Vračanje v življenje, močno avtobiografsko in literarno oblikovani pa so njegovi zapisi, ki jih je leta 1984 objavil pod naslovom Pričevanja iz lastnih korenin. Za slovensko literarno zgodovino je pomembna objava Župančičevih pisem L. Salviniju, ki jih je objavil v Znamenju leta 1978. 
Ves čas je objavljal pogovore z znanimi Slovenci, predvsem s tistimi, ki so ustvarjali v tujini. Zadnje tovrstno delo je knjiga z naslovom Srečanja in pogovori, ki je izšla ob njegovi 80-letnici. Številne objave je treba dopolniti s številnimi članki, ki jih je objavil v različnih publikacijah doma in v zamejstvu. Napisal je vrsto spremnih besed k avtorskim knjigam in prevodom.

## Izbrana bibliografija

### Pesniške zbirke
- Kam potujejo oblaki? (1953) (COBISS)
- Dove le nubi fuggono? (1953)(COBISS)
- Človek sem (1958)(COBISS)
- In vse bo luč (1994) (COBISS)

### Uglasbene pesmi
- Jesenska pesem, A. Geržinič. (COBISS)
- Mrak, A. Geržinič. (COBISS)
- Ni ti dovolj, A. Geržinič (COBISS)
- Pesem, A. Geržinič. (COBISS)
- Žalostno pismo, A. Geržinič. (COBISS)

### Prevodi
- Assisi – stoletja umetnosti in zgodovine (1983). (COBISS)
- Jaz sem z vami vse dni, antologija misli, izbor po H. J. Kocherju (1975). (COBISS)
- Jezusovo življenje, Jožef Ricciotti (1960). (COBISS)
- Junakinja apostolata Edel-Mary Quinn, Josepn Leon (2000). (COBISS)
- Kako danes govorimo v družini o Bogu, K. Tilmann (1975). (COBISS)
- Klara Asiška, nova žena, pismo generalnih ministrov štirih Frančiškovih družin klarisam .... ob rojstvu svete Klare (1293–1993) (1993). (COBISS)
- … največja pa je ljubezen, misli svetega očeta Janeza Pavla II. (1996). (COBISS)
- Oseba in dejanje, Emmanuel Mounier (1990).(COBISS)
- Pismo starejšim, Janez Pavel II. (1999).(COBISS)
- Prenova v duhu, Brigitte-Violaine Aufauvre, Geneviève Constant in Etienne Garin (1990).(COBISS)
- Rasserenanti orizzonti conciliari, etos cattolico postconciliare, K. Vladimir Truhlar (1969).(COBISS)
- Reči človek – oseba, kultura velike noči, Marko Ivan Rupnik (2001). (COBISS)
- Sončna pesem – hvalnica stvarstva, Frančišek Asiški (1990). (COBISS)
- Spisi sv. Frančiška Asiškega in sv. Klare (1982). (COBISS)
- Srečanje. Molitveni priročnik, Ignacio Larrañaga. (1993) (COBISS)
- Sul mondo d'oggi, K. V. Truhlar (1967). (COBISS)
- Teologija tridnevja, Hans Urs von Balthasar (1997). (COBISS)
- Tra gli uomini, A. Trstenjak (1957). (COBISS)
- Turinski prt – preiskava stoletja Gaetano Intrigillo (1999). (COBISS)
- Zadnji po Malahiju, Domenico Del Rio (1987). (COBISS)

### Samostojna dela
- Aleksa Ivanc Olivieri, katalog (1996). (COBISS)
- Dom in podoba cerkvenega občestva. Teologija cerkvenega prostora (1972). (COBISS)
- Il divieto delle rappresentazioni figurative nel culto secondo l'Antico Testamento (1963).
- Olimje, 300 let cerkve (z A. Ožingerjem) (1976). (COBISS)
- Srečanja in pogovori: Ob avtorjevi 80-letnici, uredil Stanko Janežič (2002). (COBISS)
- Vesoljni cerkveni zbor – spominska knjiga (z Z. Revnom) (1966).

### Uredil je
- Naša pesem, antologija emigrantskega pesništva, Rim 1947.
- Zbornik Vesoljni cerkveni zbor, Alma Mater (Clc 1966), Rim 1949–69
- Nova Mladika (1973–4).
- Znamenje (1975 – ).